# Martha Ordóñez
Martha Esperanza Ordóñez Vera (Barranquilla) es una política, periodista, presentadora y productora de radio y televisión colombiana. Durante dos periodos consecutivos (entre 2008 y 2013) fue concejala de Bogotá antes de su dimisión en 2013. Desde 2015 está al cargo de la Consejería Presidencial para la Equidad de la Mujer, aunque desde 2002 comenzó con su activismo social en defensa de las mujeres y la infancia.

## Biografía
Martha Esperanza Ordóñez Vera, es hija de madre que era de San José de Cúcuta,  y padre cubano. Estudió Derecho y Ciencias Políticas en la Universidad Santiago de Cali. Al poco tiempo decidió cambiar de carrera motivada por César Simmons Pardo, quien le aconsejó que se dedicará a algo relacionado con las comunicaciones o la locución. Inmediatamente Martha Esperanza decidió volver a Bogotá y estudiar Producción de Radio y Televisión, en el Colegio Superior de Telecomunicaciones. 

### Su vida como periodista
En 1989 empezó a trabajar con el periodista Edgar Artunduga quien elogió por su voz, quien admirada la tonalidad de su voz y le recomendó clases de solfeo. Posteriormente él mismo le dio la oportunidad de aparecer en un programa de radio mañanero en Radio Santafé, donde comenzaría a introducirse en el sector de la comunicación y conocería a figuras importantes de la política y del sector cultural y artístico del país como María Cecilia Botero o Amparo Grisales.
Después de ese gran salto a los medios, Martha Ordóñez pasó a RCN Radio como conductora del programa “Ponga la Radio”. Además de iniciarse como columnista en la revista Tv y Novelas. Formó parte de Caracol Radio como jefa de prensa, así como de programas de gran audiencia nacional como "La luciérnaga". Participó en secciones de entretenimiento de Radio Net.
En su carrera televisiva, dirigió su primer programa de farándula “Oh la, la”  en Caracol Televisión. En Canal Uno fue periodista de la sección de entretenimiento y farándula con “Los Secretos de Viena” del Noticiero CM& presentado por Yamid Amat y Viena Ruíz. Así también dirigió esta sección en los principales canales y noticieros de televisión en Colombia, entre ellos el noticiero de Caracol Televisión  donde también fue jefe de prensa. Fue directora de la sección de entretenimiento “Catalina para Uno” de Noticias Uno.

### Su vida como activista social y política
En 2002 Martha Ordoñez, comenzó su carrera de activismo social, tratando temas de violencia y abuso de los derechos de la mujer y la infancia, principalmente violencia sexual contra niñas, niños, adolescentes y mujeres.
El 18 de noviembre de 2004 fue invitada al Congreso de los Diputados a asistir a  un debate, donde denunció el desamparo y el abandono en Colombia de los menores que sufren abusos. Asimismo, el 30 de abril de 2005, Día del Niño en Colombia, convocó una marcha en señal de denuncia a la violencia y al abuso sexual infantil; desde la Fiscalía de delitos sexuales de Bogotá, hasta la Plaza de Bolívar. Llamando así, la atención de la opinión pública y de muchos medios de comunicación en el país.
En 2006, después de dar voz a esta problemática social, con la colaboración de la psiquiatra Isabel Cuadros, realiza su primera publicación sobre cómo tratar el abuso sexual, “La Infancia Rota: Testimonio y Guías Para Descubrir y Tratar el Abuso Sexual Infantil”.
Es a partir de este momento cuando inicia su vida como política integrándose en las filas del Partido Social de Unidad Nacional o partido de la "U".
Una vez elegida concejal lleva a cabo iniciativas normativas, que se denominan acuerdos de ciudad, y que tienen como objetivo fundamental la prevención y la atención de todo tipo de violencias, especialmente la sexual y la intrafamiliar contra la mujer y la infancia. Así es como inicia también una campaña de movilización social en 2008, llamada “No más golpes corrígeme sin pegarme”, dirigida a concienciar sobre el maltrato a menores en el ámbito familiar, que más tarde dará lugar a una investigación en 2010, de la que parte su segundo libro: “Dime cómo te castigaron y te diré quién eres”.
En reconocimiento a su labor social, en 2011 recibió por parte de la Alcaldía Mayor de Bogotá, la condecoración Orden Civil al Mérito, en el grado Cruz de Gran Caballero y en 2013 fue nominada al premio Cafam a la mujer regional de Bogotá.
Motivada por su lucha a favor de los derechos de la mujer y la infancia, Martha Ordoñez en 2007, inicia su carrera política lanzándose como candidata a Concejala de Bogotá, con el partido de la “U”. Estuvo en el Concejo de Bogotá en los dos periodos de 2008-2011 y 2012-2013, donde fue autora de 9 acuerdos de ciudad y convocó cerca de 100 debates, intervenciones y foros de control político.
En 2015 el presidente de Colombia, Juan Manuel Santos, la designó como Consejera Presidencial para la Equidad de la Mujer.

## Publicaciones
Aparte de los múltiples artículos periodísticos escritos por Martha Esperanza Ordoñez vera ha publicado dos libros:
- “La infancia rota”, guía que trata de mostrar cómo detectar y afrontar el abuso sexual en menores, con testimonios de la propia autora y de otros casos de familias.  (2006)[10]

- “Dime cómo te castigaron y te diré quién eres”, libro que retrata las consecuencias y las estadísticas del maltrato infantil dentro del núcleo familiar como forma de educar.[11]